# Liste des distinctions de Stargate SG-1
Cet article liste les récompenses et propositions de récompenses de Stargate SG-1.
Cette série américano-canadienne de science-fiction a été créée par Brad Wright et Jonathan Glassner d'après le film Stargate, la porte des étoiles de Roland Emmerich. Les effets spéciaux, très nombreux au cours des dix saisons, sont régulièrement primés.

## CableACE Awards
Stargate SG-1 a été nommé pour un CableACE Award.
| Année | Catégorie                  | Nommés                                            | Résultat   |
| ----- | -------------------------- | ------------------------------------------------- | ---------- |
| 1997  | Meilleure série dramatique | Jonathan Glassner, Brad Wright, Michael Greenburg | Nomination |

## Constellation Awards
Stargate SG-1 a remporté deux Constellation Awards.
| Année | Catégorie                                                             | Nommés                           | Épisode                   | Résultat |
| ----- | --------------------------------------------------------------------- | -------------------------------- | ------------------------- | -------- |
| 2006  | Meilleure actrice dans un épisode télévisé de science fiction en 2006 | Claudia Black                    | Amnésie                   | Lauréat  |
| 2006  | Meilleur film ou script de télévision de science fiction en 2006      | Brad Wright and Robert C. Cooper | Wormhole X-Treme, le film | Lauréat  |

## Emmy Awards
Stargate SG-1 a été nommé pour huit Emmy Awards dans la catégorie "meilleurs effets spéciaux" et un dans la catégorie "meilleure composition musicale".
| Année | Catégorie                                               | Nommés | Épisode              | Résultat   |
| ----- | ------------------------------------------------------- | --- | -------------------- | ---------- |
| 1998  | Meilleure composition musicale pour une série télévisée | Joel Goldsmith | Les Nox              | Nomination |
| 1998  | Meilleurs effets spéciaux pour une série télévisée      | David Alexander, Michelle Comens, John Gajdecki, Robert Habros, Peter Mastalyr, Ted Rae                                                                   | Enfants des dieux    | Nomination |
| 2000  | Meilleurs effets spéciaux pour une série télévisée      | James Tichenor, Michelle Comens, Kent Matheson, Craig Van Den Biggelaar, James G. Hebb, Jeremy Hoey, Bruce Woloshyn, Robin Hackl, Aruna Inversin          | Némésis              | Nomination |
| 2001  | Meilleurs effets spéciaux pour une série télévisée      | James Tichenor, Michelle Comens, Robin Hackl, Aruna Inversin, Debora Dunphy, Judy D. Shane, Kent Matheson, Allan Henderson, Craig Van Den Biggelaar,      | Victoires illusoires | Nomination |
| 2001  | Meilleurs effets spéciaux pour une série télévisée      | James Tichenor, Shannon Gurney, Bruce Woloshyn, Robin Hackl, Doug Campbell, Debora Dunphy, Kent Matheson, Craig Van Den Biggelaar, Rod Bland              | Exode                | Nomination |
| 2002  | Meilleurs effets spéciaux pour une série télévisée      | James Tichenor, Michelle Comens, Shannon Gurney, Bruce Woloshyn, Tom Brydon, Doug Campbell, Kyle Yoneda, Greg Hansen, Brian Harder                        | Ennemis jurés        | Nomination |
| 2002  | Meilleurs effets spéciaux pour une série télévisée      | James Tichenor, Michelle Comens, Shannon Gurney, Robin Hackl, Adam de Bosch Kemper, Mark Breakspear, Kevin Little, Craig Van Den Biggelaar, Krista McLean | Révélations          | Nomination |
| 2004  | Meilleurs effets spéciaux pour une série télévisée      | Michelle Comens, James Tichenor, Shannon Gurney, Bruce Woloshyn, Chris Doll, James Halverson, Craig Van Den Biggelaar, Krista McLean, Patrick Kalyn       | La Cité perdue       | Nomination |
| 2005  | Meilleurs effets spéciaux pour une série télévisée      | Michelle Comens, James Rorick, Karen Watson, Krista McLean, Craig Van Den Biggelaar, Adam de Bosch Kemper, Brett Keyes, James Tichenor, Ryan Jensen       | La Dernière Chance   | Nomination |

## Gemini Awards
Stargate SG-1 a remporté deux Gemini Awards sur 28 propositions.
| Année | Catégorie                                                                          | Nommés | Épisode                        | Résultat   |
| ----- | ---------------------------------------------------------------------------------- | --- | ------------------------------ | ---------- |
| 1998  | Meilleurs effets spéciaux                                                          | Michelle Comens, John Gajdecki, Mark Savela, Simon Lacey | Dans le nid du serpent         | Nomination |
| 1998  | Meilleure performance pour un acteur invité dans une série dramatique              | Jay Brazeau | Les Doubles robotiques         | Nomination |
| 1999  | Meilleur montage dans une émission ou une série dramatique                         | Daria Ellerman | La cinquième race              | Nomination |
| 1999  | Meilleur maquillage                                                                | Monica Huppert, Adam Bhr, Jan Newman, Dave DuPuis | Transfert                      | Nomination |
| 2000  | Meilleure série dramatique                                                         | Robert C. Cooper, N. John Smith, Jonathan Glassner, Michael Greenburg, Brad Wright, Richard Dean Anderson                                                                                  | —                              | Nomination |
| 2000  | Meilleurs costumes                                                                 | Christina McQuarrie | Les Flammes de l’enfer         | Nomination |
| 2000  | Meilleurs effets spéciaux                                                          | John Gajdecki, Simon Lacey, Wray Douglas, Kent Matheson | L'ennemi invisible             | Nomination |
| 2000  | Meilleurs effets spéciaux                                                          | Wray Douglas, James Tichenor, Michelle Comens, Kent Matheson | Dans l'antre des Goa'uld (2/2) | Nomination |
| 2000  | Meilleurs décors ou direction artistique dans une émission ou une série dramatique | Robert Davidson, Douglas McLean, Brentan Harron, Ivana Vasak, Bridget McGuire, Richard Hudolin, Mark Davidson                                                                              | Les Flammes de l’enfer (2/2)   | Lauréat    |
| 2000  | Meilleur maquillage                                                                | Ryan Nicholson, Jan Newman, Christopher Pinhey, Fay von Schroeder, Holland Miller | Les flammes de l'enfer (1/2)   | Nomination |
| 2001  | Meilleurs effets spéciaux                                                          | Craig Van Den Biggelaar, Christine Petrov, Greg Hansen, Debora Dunphy, Shannon Gurney, Judy D. Shane, Robin Hackl, Wray Douglas, Jeremy Hoey, Erik Ellefsen, James Tichenor, Kent Matheson | Victoires illusoires           | Nomination |
| 2001  | Meilleurs effets spéciaux                                                          | James Tichenor, Michelle Comens, Craig Van Den Biggelaar, Robin Hackl, Shannon Gurney, Bruce Woloshyn, Stephen Bahr, Mark Roth                                                             | Perdus dans l'espace           | Nomination |
| 2001  | Meilleure performance pour une actrice dans un second rôle dramatique principal    | Amanda Tapping | 2010                           | Nomination |
| 2001  | Meilleurs décors ou direction artistique dans une émission ou une série dramatique | Robert Davidson, Richard Hudolin, Mark Davidson, Bridget McGuire, Brentan Harron, Ivana Vasak, Doug McLean                                                                                 | Sous la glace                  | Nomination |
| 2002  | Meilleurs effets spéciaux                                                          | Kyle Yoneda, Doug Campbell, Michelle Comens, James Tichenor, Craig Van Den Biggelaar, Shannon Gurney, Bruce Woloshyn, Tom Brydon, Brian Harder                                             | Ennemis jurés (2/3)            | Nomination |
| 2002  | Meilleur maquillage                                                                | Lise Kuhr, Todd Masters, Brad Proctor, Jan Newman, Christopher Pinhey, Holland Miller | Maîtres et serviteurs          | Nomination |
| 2003  | Meilleurs effets spéciaux                                                          | Robin Hackl, Adam de Bosch Kemper, James Tichenor, Krista McLean, Kevin Little, Craig Van Den Biggelaar, Shannon Gurney, Mark Breakspear                                                   | Révélations                    | Lauréat    |
| 2003  | Meilleurs décors ou direction artistique dans une émission ou une série dramatique | Doug McLean, Bridget McGuire, Brentan Harron, Ivana Vasak, Richard Hudolin, Mark Davidson, Robert Davidson                                                                                 | Sans issue (1/2)               | Nomination |
| 2003  | Meilleur son dans une série dramatique                                             | Iain Pattison, Devan Kraushar, Sina Oroomchi, Kirby Jinnah, Dave Hibbert, David Cyr | Le guerrier                    | Nomination |
| 2004  | Meilleure photographie dans un programme ou une série dramatique                   | Peter Woeste | L'expérience secrète           | Nomination |
| 2004  | Meilleurs effets spéciaux                                                          | Michelle Comens, James Tichenor, Craig Van Den Biggelaar, Krista McLean, Adam de Bosch Kemper, Bruce Woloshyn, Shannon Gurney, Simon Ager, Mathew Talbot-Kelly, Debora Dunphy              | Rédemption (1/2)               | Nomination |
| 2004  | Meilleurs effets spéciaux                                                          | Matt Martell, Michelle Comens, Tom Brydon, Nicholas Boughen, Bruce Woloshyn, James Tichenor, Simon Ager, Wes Sargent, Marc Roth                                                            | Réunion                        | Nomination |
| 2005  | Meilleurs effets spéciaux                                                          | James Halverson, Craig Van Den Biggelaar, Bruce Woloshyn, James Tichenor, Krista McLean, Chris Doll, Shannon Gurney, Karen Watson                                                          | La Cité perdue (2/2)           | Nomination |
| 2005  | Meilleurs effets spéciaux                                                          | Bruce Mullennix, Krista McLean, Michelle Comens, Karen Watson, James Halverson, James Rorick, Craig Van Den Biggelaar, Brett Keyes                                                         | Mésalliance (1/2)              | Nomination |
| 2006  | Meilleurs effets spéciaux                                                          | James Rorick, Mark Savela, Vinay Mehta, Kyle Winkleman, Craig Van Den Biggelaar, Brendon Morfitt, Karen Watson, Anuj Patil                                                                 | Le piège                       | Nomination |
| 2006  | Meilleurs effets spéciaux                                                          | James Kawano, Krista McLean, Jeremy Hampton, Erica Henderson, Christopher Stewart, Michelle Comens, Robin Hackl, Stephen Bahr                                                              | La première vague              | Nomination |
| 2006  | Meilleur maquillage                                                                | Todd Masters, Jan Newman | Le livre des Origines          | Nomination |
| 2006  | Meilleur son dans une série dramatique                                             | Dave Hibbert, Wayne Finucan, Gord Hillier, Devan Kraushar, Kirby Jinnah | La première vague              | Nomination |

## Golden Reel Awards
Stargate SG-1 a été nommé pour deux Golden Reel Awards remis par la Motion Picture Sound Editors.
| Année | Catégorie                                                  | Épisode           | Résultat   |
| ----- | ---------------------------------------------------------- | ----------------- | ---------- |
| 1998  | Meilleur montage de son - épisode de télévision            | —                 | Nomination |
| 1998  | Meilleur montage de son - Film de télévision de la semaine | Enfants des dieux | Nomination |

## Hugo Awards
Stargate SG-1 a été nommé pour deux Hugo Awards.
| Année | Catégorie                                         | Épisode                   | Résultat   |
| ----- | ------------------------------------------------- | ------------------------- | ---------- |
| 2004  | Meilleure présentation dramatique - court métrage | Héros                     | Nomination |
| 2007  | Meilleure présentation dramatique - court métrage | Wormhole X-Treme, le film | Nomination |

## Leo Awards
Stargate SG-1 a gagné douze Leo Awards sur 53 propositions.
| Année | Catégorie                                                                  | Nommés | Épisode                        | Résultat   |
| ----- | -------------------------------------------------------------------------- | --- | ------------------------------ | ---------- |
| 2000  | Meilleure bande son dans une série dramatique                              | Adam Boyd, Adam Gejdos, Eric Hillman, Iain Pattison, Kelly Frey, Kirby Jinnah, Paul A. Sharpe                                                                                   | Némésis                        | Lauréat    |
| 2000  | Meilleure photographie dans une série dramatique                           | James Alfred Menard | Dans l'antre des Goa'uld (2/2) | Nomination |
| 2000  | Meilleure performance féminine dans une série dramatique                   | Amanda Tapping | De l'autre côté du miroir      | Nomination |
| 2000  | Meilleure performance masculine dans une série dramatique                  | Michael Shanks | Le jour sans fin               | Nomination |
| 2000  | Meilleurs décors dans série dramatique                                     | Richard Hudolin | Les flammes de l'enfer (2/2)   | Nomination |
| 2000  | Meilleur scénariste dans une série dramatique                              | Brad Wright, Victoria James | La pluie de feu                | Nomination |
| 2001  | Meilleurs décors dans une série dramatique                                 | Richard Hudolin, Bridget McGuire, Brentan Harron, Doug McLean, Ivana Vasak, Mark Davidson, Robert Davidson                                                                      | La lumière                     | Lauréat    |
| 2001  | Meilleurs effets spéciaux dans une série dramatique                        | Michelle Comens, Shannon Gurney, Kent Matheson, Judy D. Shane, Erik Ellefsen, Jason Macza, Rosano Lepri, Bruce Woloshyn                                                         | La malédiction                 | Nomination |
| 2001  | Meilleurs effets spéciaux dans une série dramatique                        | James Tichenor, Jean-Luc Dinsdale, Robin Hackl, Craig Van Den Biggelaar, Debora Dunphy, Kent Matheson, Judy D. Shane, Erik Ellefsen, Jason Macza, Christine Petrov, Jeremy Hoey | Victoires illusoires           | Nomination |
| 2002  | Meilleurs décors dans série dramatique                                     | Richard Hudolin, Bridget McGuire, Brentan Harron, Ivana Vasak, Doug McLean, Mark Davidson, Robert Davidson                                                                      | La tombe                       | Lauréat    |
| 2002  | Meilleure performance féminine dans une série dramatique                   | Amanda Tapping | Ascension                      | Lauréat    |
| 2002  | Meilleure photographie                                                     | Peter Woeste | La tombe                       | Nomination |
| 2002  | Meilleur réalisateur dans une série dramatique                             | Andy Mikita | L'épreuve du feu               | Nomination |
| 2002  | Meilleurs effets spéciaux dans une série dramatique                        | James Tichenor, Michelle Comens, Shannon Gurney, Krista McLean, Neil McBean, Brian Harder, Adam de Bosch Kemper, Derek Stevenson, Greg Hansen, Bruce Woloshyn                   | Révélations                    | Nomination |
| 2002  | Meilleur programme                                                         | N. John Smith, Brad Wright, Robert C. Cooper, Richard Dean Anderson, Michael Greenburg                                                                                          | —                              | Nomination |
| 2003  | Meilleurs costumes dans une série dramatique                               | Christina McQuarrie, Lid Hawkins | Pacte avec le diable           | Lauréat    |
| 2003  | Meilleur maquillage dans une série dramatique                              | Jan Newman, Rachel Griffin, David Dupuis, Todd Masters | Métamorphose                   | Lauréat    |
| 2003  | Meilleur réalisateur dans une série dramatique                             | Andy Mikita | Évolution (2/2)                | Nomination |
| 2003  | Meilleure bande son dans une série dramatique                              | David M. Cyr, Sina Oroomchi, Iain Pattison, Dave Hibbert | Le guerrier                    | Nomination |
| 2003  | Meilleur montage de son                                                    | Devan Kraushar, Cam Wagner, Kelly Frey, James Wallace, Kirby Jinnah | Le guerrier                    | Nomination |
| 2003  | Meilleurs effets spéciaux dans une série dramatique                        | James Tichenor, Shannon Gurney, Krista McLean, Karen Watson, Craig Van Den Biggelaar, Tom Brydon, Bruce Woloshyn                                                                | Évolution (2/2)                | Nomination |
| 2003  | Meilleur scénario                                                          | Damian Kindler | La reine                       | Nomination |
| 2003  | Meilleur scénario                                                          | Robert C. Cooper | Paradis perdu                  | Nomination |
| 2003  | Meilleurs décors                                                           | Bridget McGuire, Peter Bodnarus, Robert Davidson, Mark Davidson, Jim Ramsay, Ricardo Spinace, James Robbins                                                                     | Pacte avec le diable           | Nomination |
| 2003  | Meilleur acteur dans un second rôle                                        | Tom McBeath | Paradis perdu                  | Nomination |
| 2003  | Meilleur programme                                                         | N. John Smith, Peter DeLuise, Damian Kindler, Andy Mikita, Paul Mullie, Joseph Mallozzi, Richard Dean Anderson, Michael Greenburg, Robert C. Cooper, Brad Wright                | —                              | Nomination |
| 2004  | Meilleur montage de son dans une série dramatique                          | Devan Kraushar, James Wallace, Kirby Jinnah, Kelly Frey, Jason Mauza | La Cité perdue (2/2)           | Lauréat    |
| 2004  | Meilleure performance féminine dans une série dramatique                   | Amanda Tapping | Le voyage intérieur            | Lauréat    |
| 2004  | Meilleure performance masculine dans une série dramatique                  | Michael Shanks | Vaisseau fantôme               | Lauréat    |
| 2004  | Meilleur maquillage dans une série dramatique                              | Jan Newman, Todd Masters, Lise Kuhr, Rachel Griffin, Dorothee Deichmann, Mike Fields                                                                                            | Les envahisseurs               | Lauréat    |
| 2004  | Meilleur réalisateur dans une série dramatique                             | Andy Mikita | Héros (2/2)                    | Nomination |
| 2004  | Meilleur réalisateur dans une série dramatique                             | Amanda Tapping | Résurrection                   | Nomination |
| 2004  | Meilleure performance féminine dans un second rôle d'une série dramatique  | Teryl Rothery | Vaisseau fantôme               | Nomination |
| 2004  | Meilleure performance masculine dans un second rôle d'une série dramatique | Don S. Davis | Héros (2/2)                    | Nomination |
| 2004  | Meilleur scénario                                                          | Robert C. Cooper | Héros (2/2)                    | Nomination |
| 2004  | Meilleur montage vidéo                                                     | Eric Hill | Héros (2/2)                    | Nomination |
| 2004  | Meilleure bande son                                                        | Sina Oroomchi, David Hibbert, Devan Kraushar, David Cur | Le voyage intérieur            | Nomination |
| 2004  | Meilleure bande son                                                        | Sina Oroomchi, David Hibbert, Devan Kraushar, Wayne Finucan | La Cité perdue (2/2)           | Nomination |
| 2004  | Meilleurs effets spéciaux                                                  | James Tichenor, Craig Vandenbiggelaar, Patrick Kalyn, James Halverson, Chris Doll                                                                                               | La Cité perdue (2/2)           | Nomination |
| 2004  | Meilleurs décors                                                           | Bridget McGuire, Peter Bodnarus, James Robbins, Robert Davidson, Mark Davidson                                                                                                  | La Cité perdue (2/2)           | Nomination |
| 2004  | Meilleur maquillage                                                        | Jan Newman, Todd Masters, Lise Kuhr, Rachel Griffin, Dorothee Deichmann, Mike Fields                                                                                            | Les envahisseurs               | Nomination |
| 2004  | Meilleurs costumes                                                         | Christina McQuarrie, Lid Hawkins | Les Amazones                   | Nomination |
| 2004  | Meilleure série dramatique                                                 | N. John Smith, Brad Wright, Robert C. Cooper, Michael Greenburg, Richard Dean Anderson, Joseph Mallozzi, Paul Mullie, Andy Mikita, Damian Kindler, Peter DeLuise                | —                              | Nomination |
| 2005  | Meilleure performance féminine dans une série dramatique                   | Amanda Tapping | Pour la vie                    | Lauréat    |
| 2005  | Meilleurs costumes dans une série dramatique                               | Christine Mooney | Retour vers le futur (2/2)     | Lauréat    |
| 2005  | Meilleurs costumes dans une série dramatique                               | Christine Mooney | Une vieille connaissance       | Nomination |
| 2005  | Meilleure photographie dans une série dramatique                           | James Alfred Menard | Une vieille connaissance       | Nomination |
| 2005  | Meilleure performance masculine dans une série dramatique                  | Michael Shanks | Pour la vie                    | Nomination |
| 2005  | Meilleur scénario dans une série dramatique                                | Peter DeLuise | Monde cruel                    | Nomination |
| 2005  | Meilleure performance masculine dans un second rôle d'une série dramatique | Tom McBeath | Une vieille connaissance       | Nomination |
| 2005  | Meilleurs effets spéciaux dans une série dramatique                        | Michelle Comens, James Rorick, Krista McLean, Brett Keyes, Brian Harder | La Dernière Chance (2/2)       | Nomination |
| 2006  | Meilleure photographie dans une série dramatique                           | James Alfred Menard | Le trésor d'Avalon (2/2)       | Nomination |
| 2007  | Meilleure performance masculine dans un second rôle d'une série dramatique | Matthew Walker | La quête du Graal (2/2)        | Nomination |

## Saturn Awards
Stargate SG-1 a gagné six Saturn Awards sur trente propositions.
| Année | Catégorie                                             | Nommés                | Résultat   |
| ----- | ----------------------------------------------------- | --------------------- | ---------- |
| 1997  | Meilleur acteur de télévision                         | Richard Dean Anderson | Nomination |
| 1997  | Meilleure série diffusée en syndication               | —                     | Lauréat    |
| 1998  | Meilleur acteur à la télévision                       | Richard Dean Anderson | Lauréat    |
| 1998  | Meilleure série diffusée en syndication               | —                     | Nomination |
| 1999  | Meilleur acteur de télévision                         | Richard Dean Anderson | Nomination |
| 1999  | Meilleure actrice dans un second rôle à la télévision | Amanda Tapping        | Nomination |
| 1999  | Meilleure série diffusée en syndication               | —                     | Lauréat    |
| 2000  | Meilleur acteur de télévision                         | Richard Dean Anderson | Nomination |
| 2000  | Meilleure actrice dans un second rôle à la télévision | Amanda Tapping        | Nomination |
| 2000  | Meilleur acteur dans un second rôle à la télévision   | Michael Shanks        | Nomination |
| 2000  | Meilleure série diffusée en syndication               | —                     | Nomination |
| 2001  | Meilleur acteur à la télévision                       | Richard Dean Anderson | Nomination |
| 2001  | Meilleure actrice dans un second rôle à la télévision | Amanda Tapping        | Nomination |
| 2001  | Meilleur acteur dans un second rôle à la télévision   | Christopher Judge     | Nomination |
| 2001  | Meilleure série diffusée en syndication               | —                     | Nomination |
| 2002  | Meilleur acteur à la télévision                       | Richard Dean Anderson | Nomination |
| 2002  | Meilleure série - Câble ou syndication                | —                     | Nomination |
| 2003  | Meilleur acteur à la télévision                       | Richard Dean Anderson | Nomination |
| 2003  | Meilleur acteur à la télévision                       | Michael Shanks        | Nomination |
| 2003  | Meilleure actrice dans un second rôle à la télévision | Amanda Tapping        | Nomination |
| 2003  | Meilleure série - Câble ou syndication                | —                     | Lauréat    |
| 2004  | Meilleur acteur à la télévision                       | Richard Dean Anderson | Nomination |
| 2004  | Meilleur acteur dans un second rôle à la télévision   | Michael Shanks        | Nomination |
| 2004  | Meilleure actrice dans un second rôle à la télévision | Amanda Tapping        | Lauréat    |
| 2004  | Meilleure série - Câble ou syndication                | —                     | Lauréat    |
| 2005  | Meilleur acteur à la télévision                       | Ben Browder           | Nomination |
| 2005  | Meilleure actrice dans un second rôle à la télévision | Claudia Black         | Nomination |
| 2005  | Meilleure série - Câble ou syndication                | —                     | Nomination |
| 2006  | Meilleure série - Câble ou syndication                | —                     | Nomination |
| 2007  | Meilleure série - Câble ou syndication                | —                     | Nomination |

## SFX Awards
Stargate SG-1 a été nommé pour deux SFX Awards.
| Année | Catégorie                       | Nommés                 | Épisode                   | Résultat   |
| ----- | ------------------------------- | ---------------------- | ------------------------- | ---------- |
| 2004  | Meilleure série télévisée       | —                      | —                         | Nomination |
| 2007  | Meilleure actrice de télévision | Claudia Black          | —                         | Nomination |
| 2007  | Meilleur épisode de télévision  | Martin Wood (director) | Wormhole X-Treme, le film | Nomination |

## Visual Effects Society Awards
Stargate SG-1 a été nommé pour deux VES Awards.
| Année | Catégorie                                                                                     | Nommés                                                                      | Épisode              | Résultat   |
| ----- | --------------------------------------------------------------------------------------------- | --------------------------------------------------------------------------- | -------------------- | ---------- |
| 2003  | Meilleure animation d'un personnage dans un programme télévisé, un clip musical ou commercial | James Tichenor, Craig Van Den Biggelaar, Kevin Little, Adam de Bosch Kemper | Révélations          | Nomination |
| 2005  | Meilleurs effets spéciaux dans une série télévisée                                            | James Tichenor, Shannon Gurney, Craig Van Den Biggelaar, Bruce Woloshyn     | La Cité perdue (2/2) | Nomination |